# 高地麗魚屬
高地麗魚屬，是條鰭魚綱䲁形目麗魚科下的一個屬。

## 分類
本屬屬於麗體魚亞科，目前被認可的種如下：
- 似鯕高地麗魚 Hypselecara coryphaenoides
- 獅王高地麗魚 Hypselecara temporalis